# La Salina
La Salina é um município da Colômbia, localizado no departamento de Casanare.